# Vladimir Kovalevski
Pour les articles homonymes, voir Kovalevski.
Vladimir Onoufrievitch Kovalevski (en russe : Владимир Онуфриевич Ковалевский), né le 2 août 1842 (14 août dans le calendrier grégorien) à Vārkava, aujourd'hui en Lettonie, et mort le 15 avril 1883 (27 avril dans le calendrier grégorien) à Moscou, est un paléontologue russe d'origine polonaise, connu pour ses travaux sur l’origine des équidés.

## Biographie
Issu d'une famille d'aristocrates polonais, il est le frère du zoologue Alexandre Kovalevski (1840-1901). Il étudie d'abord le droit à Londres et à l'Université de Saint-Pétersbourg, dont il sort diplômé en 1861. Il exerce par la suite comme juriste (avocat titulaire du Barreau) ; mais à partir de 1863, sous l'influence de son frère, il se tourne de plus en plus vers la géologie, l’anatomie et la paléontologie, pour s'y consacrer exclusivement à la mort de son père en 1867. En 1868, Kovalevski épouse la mathématicienne Sofia Kovalevskaïa, mais c'est un mariage de convenance, destiné à permettre à sa femme d'étudier à l'étranger : à peine marié, le couple voyage en Europe, où Kovalevski peut étudier à loisir les collections de fossiles des universités de Heidelberg, d'Iéna, de Munich et, à l'hiver 1870-71, de Paris. En 1872 il soutient une thèse de doctorat sur l’Évolution des chevaux (Über das Anchitherium aurelianese Cuv. und die paläontologische Geschichte des Pferdes) à l'Université d’Iéna. Même après sa soutenance, l'évolution et l'arbre généalogique des ongulés demeure son principal objet d'étude. Il apporte de nouveaux arguments en faveur de la théorie de l’Évolution. Il entretient une correspondance avec Charles Darwin, dont il avait fait la connaissance à Londres. En 1873, il retourne avec sa femme à Saint-Pétersbourg, où il vient d'être nommé conservateur du Cabinet de Zoologie. En 1876, il lance un nouveau journal (Novoïé Vrémia), auquel sa femme contribue également, mais des pressions politiques le contraignent à renoncer à cette activité, et le couple s'engage en 1878 en faveur de l'accès des femmes aux études universitaires. Cette année-là, Sofia met au monde leur fille Foufa (diminutif de Sofia). Les deux époux, qui spéculaient sur l'immobilier, font faillite en 1881 et trouvent refuge à Moscou. Kovalevski enseigne à l’Université Lomonossov, sa femme repart avec leur fille à Berlin pour y suivre l'enseignement de Karl Weierstrass. En 1882, Kovalevski part pour les États-Unis y étudier de nouveaux fossiles.
Il se suicide en 1883 à l'annonce de la banqueroute d'une compagnie pétrolière dont il était l'un des actionnaires.
Kovalevski a traduit en russe les œuvres de Darwin, de Louis Agassiz, de Charles Lyell (Principes de la Géologie) et d'autres classiques des sciences naturelles tels La Vie des Animaux d'Alfred Brehm etc.

## Écrits
- Monographie der Gattung Anthracotherium Cuv. und Versuch einer natürlichen Classification der fossilen Huftiere, 1876

## Voir également
- (de) Biographie
- (de) Biographie de Sofia Kovalevskaïa par Ernst Probst fournit quelques informations sur Kovalevski
- (de) « Publications de et sur Vladimir Kovalevski », dans le catalogue en ligne de la Bibliothèque nationale allemande (DNB).
- (ru) Notice dans la Grande Encyclopédie soviétique